# Lagi von Ballestrem
So'oa'emalelagi von Ballestrem, dite Lagi von Ballestrem, née le 31 août 1909 à Vailima aux Samoa et morte le 14 septembre 1955 à Bonn, est une résistante allemande au nazisme : elle a fait partie du cercle Solf, un groupe de résistance au nazisme qui se réunissait chez sa mère, Hanna Solf.

## Biographie
Elle est le premier enfant d'Hanna et Wilhelm Solf, diplomate allemand. Elle naît aux Samoa où son père est alors gouverneur. Le prénom samoan que lui donnent ses parents, en relation avec le lieu où elle est née, est abrégé en Lagi. Elle vit à Shanghai avec son premier époux, l'ingénieur Wolfgang Mohr, quand Hitler prend le pouvoir en Allemagne. La minorité allemande présente à Shanghai préfère éviter Lagi qui, depuis son arrivée dans les années 1920, héberge ouvertement chez elle des Juifs émigrés d'Allemagne. Elle est en relation épistolaire régulière avec le juriste Walter Simons et le général Hans von Seeckt, utilisant une écriture codée qui tombera aux mains de la Gestapo en 1943.
En 1938, elle est de retour à Berlin. Elle est alors immédiatement convoquée pour un interrogatoire en raison de ses prises de position politiques à l'étranger. Après qu'on l'a laissée libre, elle tente d'aider l'écrivain Ferdinand Mainzer (en) à fuir pour Londres. Elle est de nouveau convoquée en 1940 à un interrogatoire au quartier général de la Gestapo : elle s'y présente chargée de deux gros sacs de courses remplis à ras-bord afin de ne pas avoir à effectuer le salut nazi. En novembre 1940, elle épouse le comte Hubert von Ballestrem (1910–1995), opposant aux Nazis depuis ses études et ami du juriste et résistant Nikolaus von Halem (en). Sa mère Hanna Solf rapporte qu'à cette époque, sa fille Lagi rend visite à Berlin à des femmes juives isolées et démunies, recluses dans leur petit appartement, afin de leur porter réconfort.
Le 15 mars 1944, elle est transférée de Munich au camp de concentration de Ravensbrück. Après de nombreux interrogatoires pour lesquels on la conduit à Berlin, les autorités judiciaires nazies établissent un acte d'accusation contre les membres du cercle Solf, comprenant les accusations de haute trahison (Hochverrat), sédition (Wehrkraftzersetzung), trahison en temps de guerre au profit de l'ennemi (Feindbegünstigung), et défaitisme (Defätismus). En octobre, elle est envoyée au centre de détention de Moabit à Berlin en attente de son procès. Celui-ci n'aura jamais lieu, car un important bombardement aérien tue le juge Roland Freisler qui avait décidé de la traduire avec sa mère devant le tribunal du peuple. Elle est libérée le 23 avril 1945, mais est défigurée par le kwashiorkor et psychologiquement très affectée. Elle meurt à Bonn à l'âge de 47 ans, presque un an après sa mère.

« Je préfère ne pas penser au passé, car celui-ci ne veut plus rien dire. Le monde n'a rien appris du passé, ni les batailles, ni les victimes, ni les spectateurs. Notre époque est une danse macabre dont le rythme sinistre n'est compris que de quelques-uns. Tout le monde y virevolte dans la confusion, sans apercevoir l'abîme. »